# Arnaldo Coen

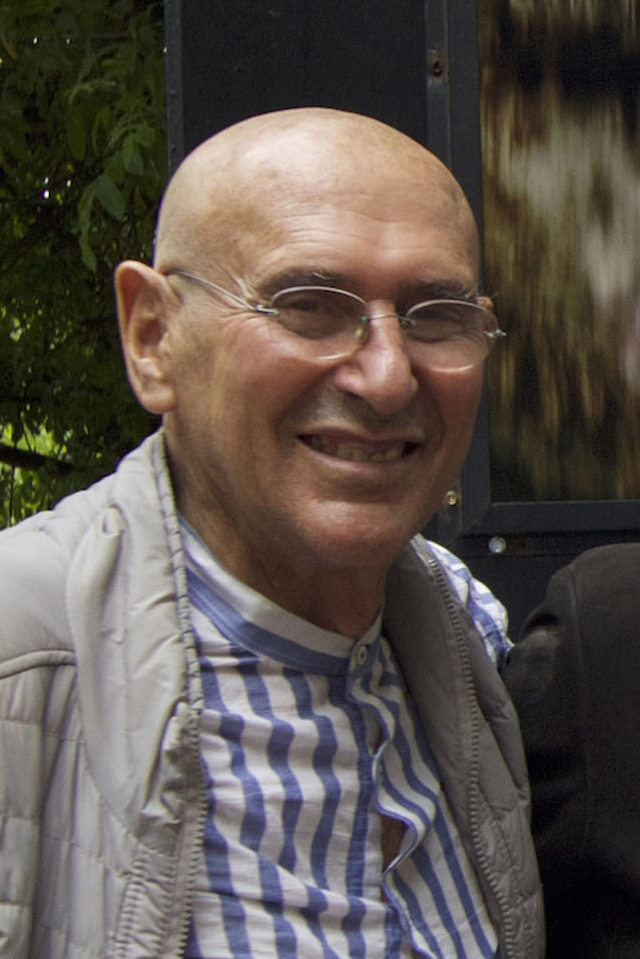
Arnaldo Coen im Jahr 2018

Arnaldo Coen (* 10. Juni 1940 in Mexiko-Stadt) ist ein mexikanischer Maler, Bildhauer, Illustrator und Bühnenbildner.
Nach autodidaktischen Anfängen studierte Coen von 1956 bis 1960 Grafikdesign bei Gordon Jones. 1967 unternahm er mit einem staatlichen Stipendium eine Studienreise nach Paris. Im Folgejahr gehörte er zu den Gründern des mexikanischen Salón Independiente.
Coen begann als Maler im Stil des abstrakten Expressionismus. Ab 1964 entstanden kubistisch-phantastische Werke, die dem Stil des expresionismo phantastico zugeordnet werden, darunter auch großflächige Wandmalereien. In der Serie Mutations (1975–76) experimentierte er mit geometrischen Formen; sie bereitete auch den Weg zu seinen bildhauerischen Arbeiten.
Daneben betätigt sich Coen auch als Bühnenbildner (z. B. für die Aufführung des Stücks Victimas del deber von Eugène Ionesco 1964) und Buchillustrator (Carta de creencia von Octavio Paz, 1987). Seit 1963 fanden Ausstellungen seiner Werke u. a. in der Sala Nacional del Palacio de Bellas Arte und im Museo de Arte Moderno in Mexiko-Stadt statt. Im Museo de Arte Contemporáneo in Monterrey war er an den Ausstellungen Siglo XX – Grandes Maestros Mexicanos – Los espacios inconformes (2003) und Colección Femsa – una mirada continental beteiligt. Werke Coens befinden sich in den Sammlungen des Museo de Arte Carrillo Gil, des Museo de Arte Moderno und des Museo Universitario de Arte Contemporáneo.